# Мехмет Али Агџа
Мехмет Али Агџа (тур. Mehmet Ali Ağca; рођен 9. јануара 1958) је Турчин који је пуцао и ранио папу Јована Павла Другог 13. маја 1981. Након одслужења 19 година казне у Италији, депортован је у Турску, гдје је одслужио другу пресуду за убиство Абдија Ипекчија, љевичарског новинара, 1979. године. Ослобођен је 18. јануара 2010. Агџа себе описује као плаћеника без политичке оријентације, иако је познато да је био припадник турске ултра-националистичке организације Сиви вукови.

## Детињство и младост
Агџа је рођен у округу Хекимхан, провинција Малатја, Турска. Као младић почео је да се бави ситним криминалом и постао је члан уличне банде у свом родном граду. Након тога је кријумчарио између Турске и Бугарске.
Тврди да је имао два мјесеца обуке коришћења оружја, и терористичке тактике у Сирији као члан љевичарског Народног фронта за ослобођење Палестине којег је плаћала бугарска комунистичка влада, иако је то непроверено.

## Покушај атентата на папу
Почетком августа 1980. Агџа је почео прелазак Медитерана, променом пасоша и идентитета. У Рим је ушао 10. маја 1981., долазећи возом из Милана.
Према Агџином каснијем свједочењу, он се у Риму састао са три саучесника, једним Турчином и двојицом Бугара. Операцијом је командовао Зило Василев, бугарски војни аташе у Италији. Он је рекао да му је ову мисију додијелио турски мафијаш Бекир Целенек у Бугарској. Le Monde diplomatique, међутим, тврди да је атентат организовао Абдулах Чатли „у замјену за суму од 3 милиона марака“, коју је Бекир Целенек платио Сивим вуковима.
Према Агџи, план је био да он и револвераш Орал Челик отворе ватру на Тргу светог Петра и побјегну до бугарске амбасаде под окриљем панике коју би гарантовала мала експлозија. Тога дана, 13. маја, они су сједили на Тргу и писали разгледнице, чекајући да папа наиђе. Када их је он прошао, Агџа је неколико пута пуцао и критично га ранио, али је био ухваћен од стране надгледача и шефа ватиканске безбједности Камила Цибина, који га је спријечио да убије Папу или побјегне. Папа је био погођен са четири метка, два од њих у стомак, један у лијеву руку, а један у десно раме. Такође су рањена два гледаоца. Челик се успаничио и побјегао без постављања бомбе или отварања ватре.

## Каснији догађаји и ослобађање
Мехмед али Агџа је 2. маја 2008. тражио да му буде додијељено пољско држављанство јер жели да последње године свог живота проведе у земљи поријекла папе Јована Павла Другог. Изјавио је да након пуштања жели да посјети папин гроб.
Агџа је пуштен из затвора 18. јануара 2010. Пребачен је у војну болницу како би се процијенило да ли је, у 52. години, и даље спреман за одслужење војног рока. Војска га је одбацила као недостојног за службу звог „антисоцијалног поремећаја личности“. У изјави, он је рекао „Видјећемо се у наредна три дана. У име Бога Сведржитеља, објављујем крај свијета у овом вијеку. Цијели свијет ће бити уништен, сва људска бића ће умријети. Ја нисам Бог, ја нисам божји син, ја сам Христос Вјечни“.